# 溪居直口非鯽
溪居直口非鯽，為輻鰭魚綱鱸形目隆頭魚亞目慈鯛科的其中一種，分布於非洲剛果河上游流域，體長可達8.1公分，棲息在植被生長的溪流，生活習性不明。

## 擴展閱讀
維基物種上的相關：溪居直口非鯽